# Tostat
Tostat (okzitanisch: Tostac) ist eine französische Gemeinde mit 547 Einwohnern (Stand: 1. Januar 2022) im Département Hautes-Pyrénées in der Region Okzitanien (vor 2016: Midi-Pyrénées). Sie gehört zum Arrondissement Tarbes und zum Kanton Val d’Adour-Rustan-Madiranais. 

## Geographie
Tostat liegt rund 13 Kilometer nordnordöstlich von Tarbes. Der Adour begrenzt die Gemeinde im Westen. Umgeben wird Tostat von den Nachbargemeinden Ugnouas im Norden, Bazillac im Norden und Nordosten, Escondeaux im Osten, Dours im Osten und Südosten, Aurensan im Süden und Südwesten, Sarniguet im Südwesten, Marsac im Westen sowie Villenave-près-Marsac im Nordwesten.

## Bevölkerungsentwicklung
| Jahr                       | 1962 | 1968 | 1975 | 1982 | 1990 | 1999 | 2006 | 2011 | 2018 |
| -------------------------- | ---- | ---- | ---- | ---- | ---- | ---- | ---- | ---- | ---- |
| Einwohner                  | 359  | 338  | 376  | 511  | 499  | 424  | 428  | 464  | 542  |
| Quellen: Cassini und INSEE |      |      |      |      |      |      |      |      |      |

## Sehenswürdigkeiten

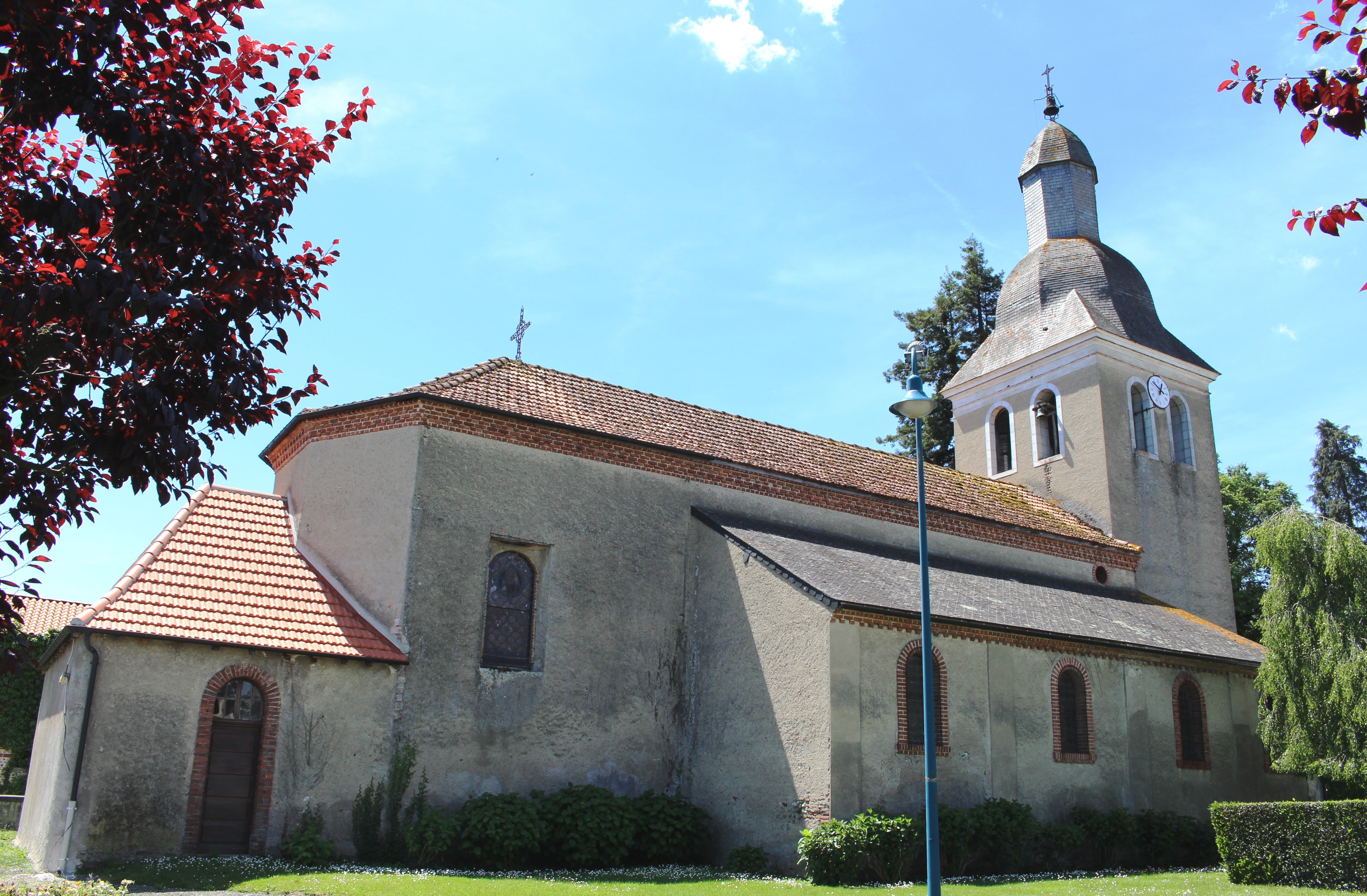
Kirche Saint-Martin
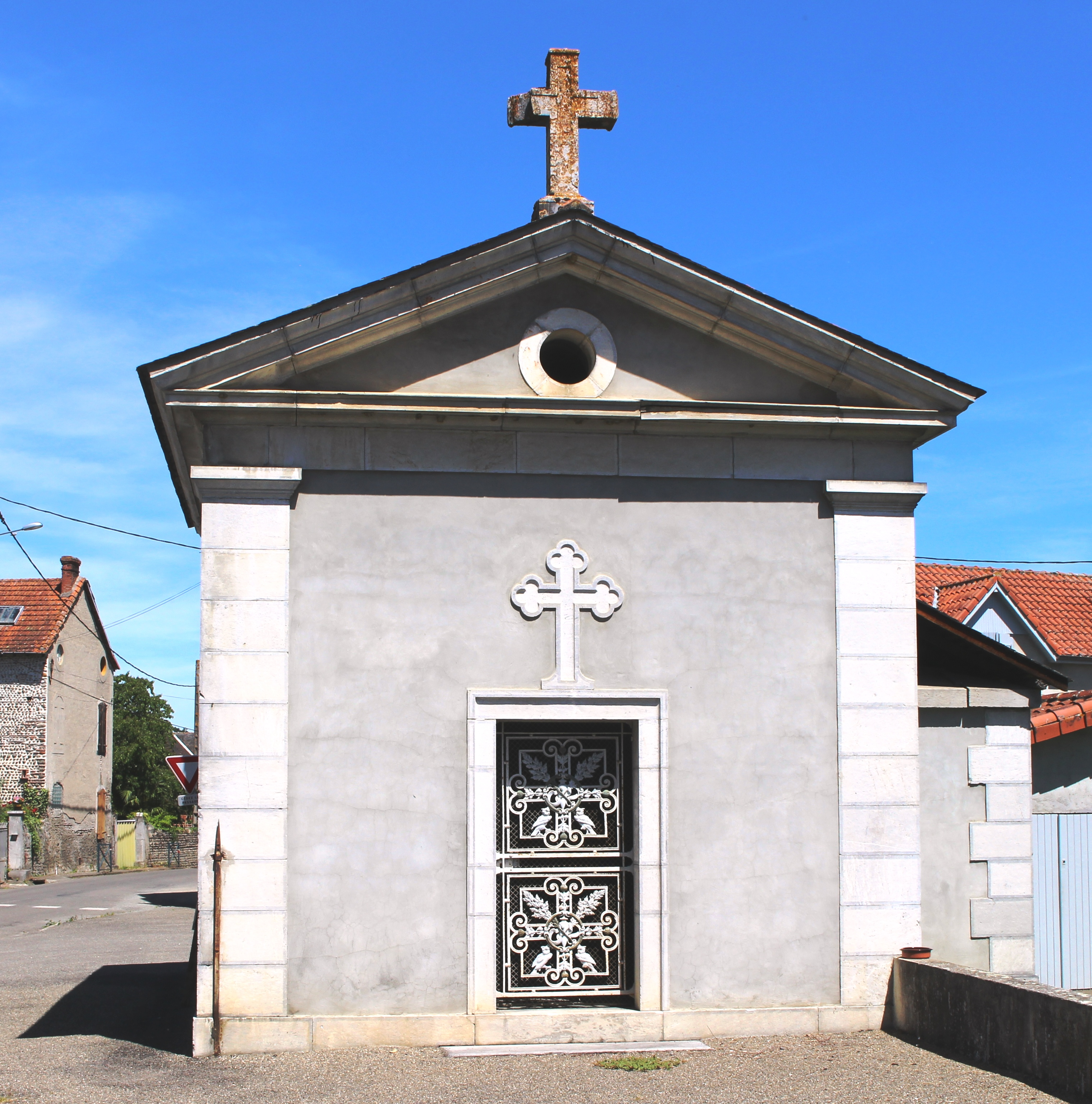
Kapelle von Tostat
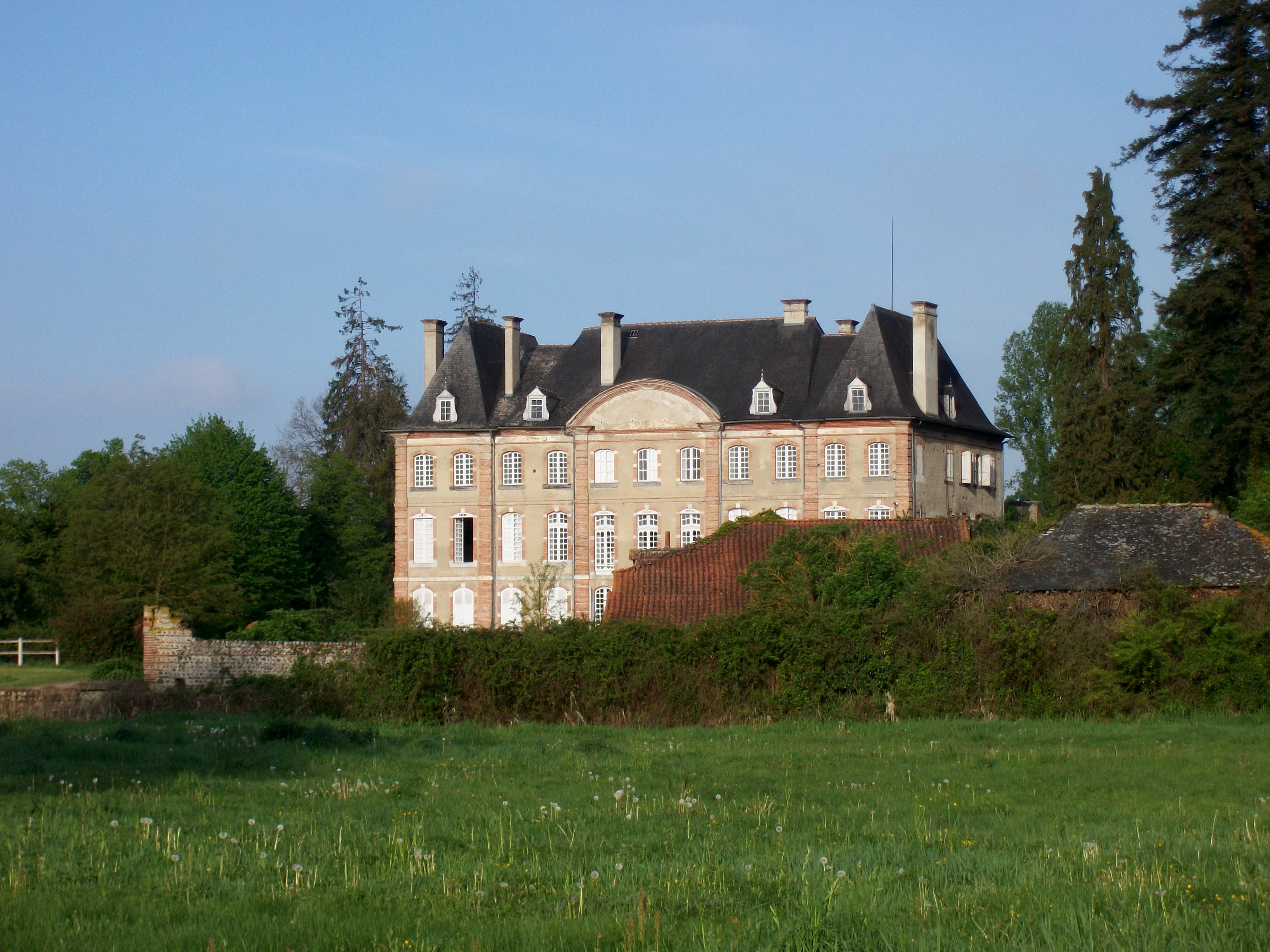
Schloss Tostat

- Kirche Saint-Martin
- Kapelle von Tostat
- Schloss Tostat